# جيفرسون كاردوسو دوس سانتوس
جيفرسون كاردوسو دوس سانتوس هو لاعب كرة قدم برازيلي في مركز الدفاع، ولد في 15 فبراير 1986 في ساو فيسنتي في البرازيل. لعب مع ريد بل برازيل وريد بول سالزبورغ ونادي إيتوانو ونادي برازيليا ونادي غواراني.

## وصلات خارجية
- جيفرسون كاردوسو دوس سانتوس على موقع قاعدة بيانات كرة القدم.إي يو (الإنجليزية)
- جيفرسون كاردوسو دوس سانتوس على موقع Soccerway.com (الإنجليزية)
- جيفرسون كاردوسو دوس سانتوس على موقع عالم كرة القدم.نت (الإنجليزية)